# Cylindroiulus verhoeffi
Cylindroiulus verhoeffi är en mångfotingart som först beskrevs av Henri W. Brölemann 1896.  Cylindroiulus verhoeffi ingår i släktet Cylindroiulus och familjen kejsardubbelfotingar. Utöver nominatformen finns också underarten C. v. tremulae.